# Чунцинский вокзал

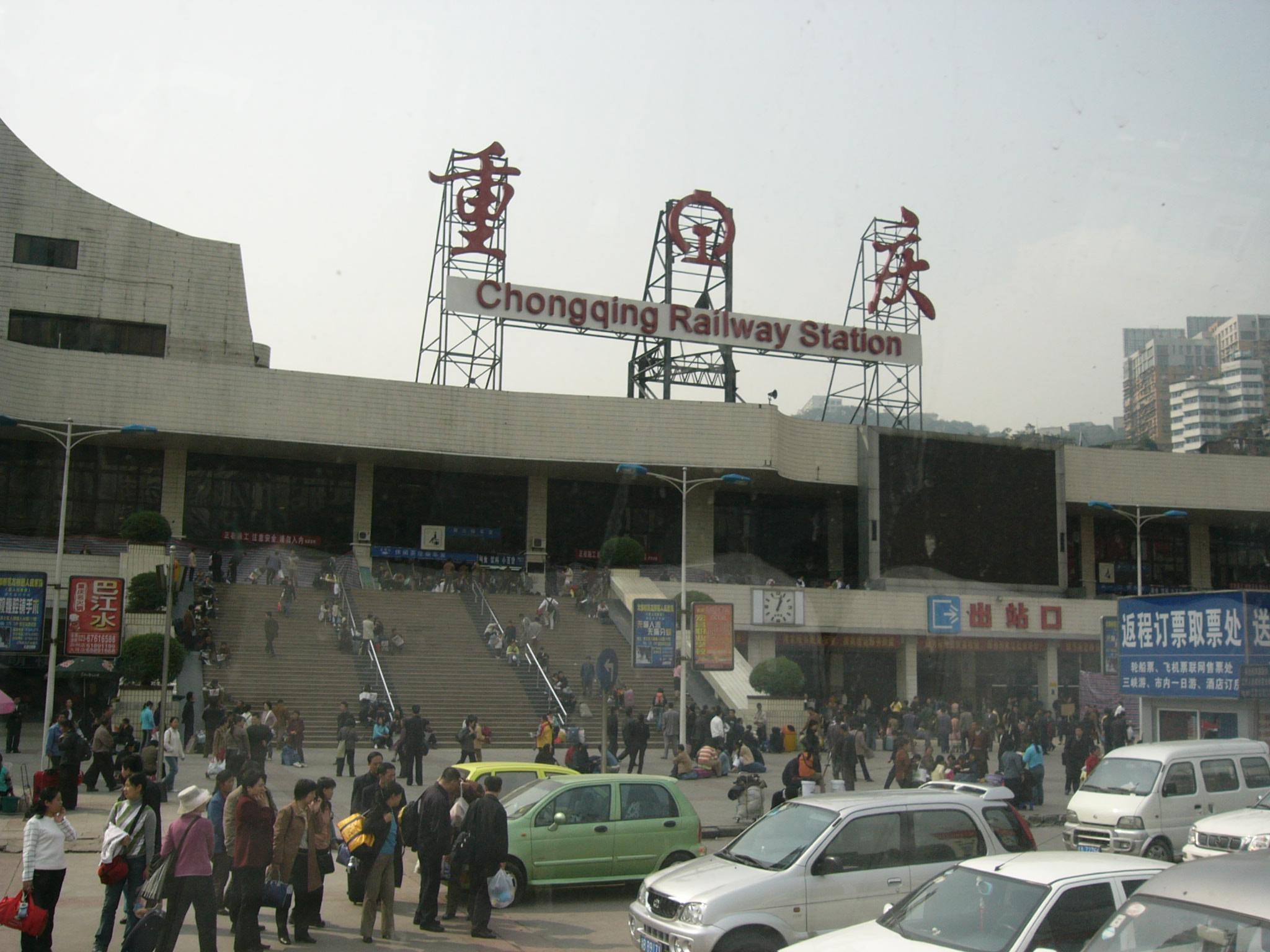
Главный вход вокзала.

Чунцинский вокзал (кит. трад. 重慶站, упр. 重庆庆, пиньинь Chóngqìng zhàn) — железнодорожный вокзал находящийся в районе Юйчжун города Чунцин (КНР), вокзал принимает железнодорожный транспорт из 3 линий железных дорог, (Сычуань-Гуйчжоу, Сянъян-Чунцин и Чэнду-Чунцин).
До 1992 года, станция обслуживала практически все междугородние рейсы в остальные города Китая.

## История

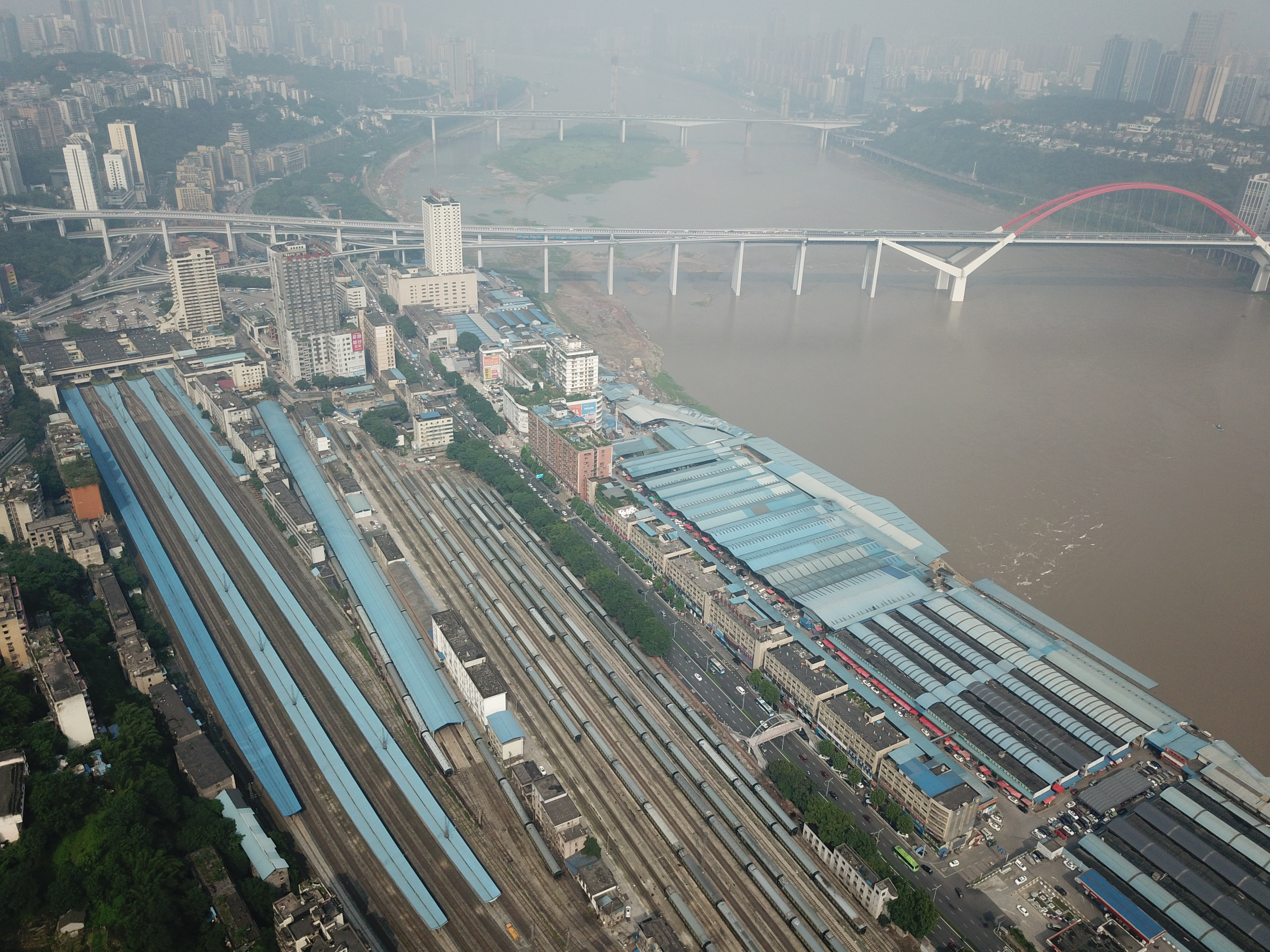
Вид на вокзал с высоты.

В 1950 году началось строительство, в котором приняли участие около 1100 инженеров и 3000 «контрреволюционных преступников» и других заключенных для участия в строительстве вокзал Чунцин путем трудовой реформы.

Чунцинский вокзал был открыт Маршалом Лю в 1952 году.

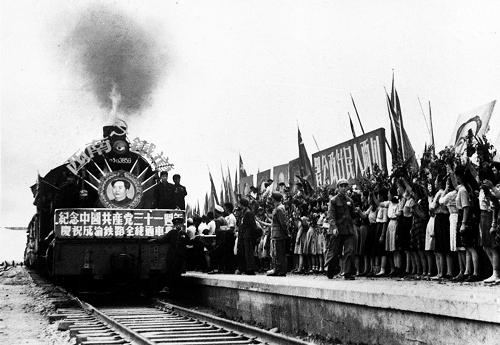
Церемония открытия вокзала (фото №1).
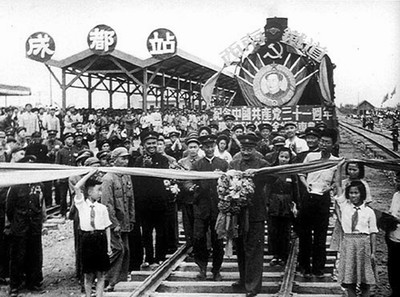
Церемония открытия вокзала (Фото №2).

Перед вокзалом  находится туннель Хуаншаси. Из-за узкого пространства путей железнодорожный вокзал Чунцина не может расширить железнодорожную платформу. Из-за этих причин вокзал сохранил масштаб пассажирского терминала первого класса неизменённым около 60 лет.
В 1992 году Железнодорожное бюро Чэнду попыталось засыпать реку или даже построить надземную железнодорожную станцию, чтобы увеличить пропускную способность вокзала. Однако существующее шоссе и пересадочный узел Цайюаньба вдоль реки Янцзы вынудили их отказаться от строительства. Это привело к расширению железнодорожной станции Шапингба, что облегчило давление пассажиров на Чунцинский вокзал.
Работы по реконструкции и восстановлению начались в 2012 году. Железнодорожный вокзал Чунцина станет конечной станцией скоростного междугороднего пути Чэнду-Чунцин.